# Sorso
Sorso (en sasserès Sòssu) és un municipi italià, situat a la regió de Sardenya i a la província de Sàsser. L'any 2007 tenia 14.613 habitants. Es troba a la regió de Romangia. Limita amb els municipis de Castelsardo, Sàsser, Sennori i Tergu.

## Administració
| Període | Identitat        | Partit |
| ------- | ---------------- | ------ |
| 2006-   | Giuseppe Morghen | PdL    |